# Osteocephalus taurinus
Osteocephalus taurinus é uma espécie de anfíbio da família Hylidae. Pode ser encontrada na Bolívia, Brasil, Peru, Equador, Colômbia, Venezuela, Guiana, Suriname e Guiana Francesa.